# Station Winchfield
Winchfield is een spoorwegstation van National Rail in Winchfield, Hart in Engeland. Het station is eigendom van Network Rail en wordt beheerd door South Western Railway. Het station is geopend in 1838.